# 东姑查娜丽雅
东姑查娜丽雅 (1940年7月5日—2019年3月17日)是第二十四任柔佛苏丹苏丹马末·依斯干达的第二任妻子，1981年至2010年间任柔佛苏丹后。1984年至1989年间出任马来西亚第八任最高元首后。
她的姐姐，东姑诺拉是第二十三任苏丹依斯迈的苏丹后。

## 早年
东姑查娜丽雅于1940年7月5日出生在吉兰丹，是吉兰丹王室成员东姑阿末的第七个孩子。
1946年至1949年间在吉兰丹的苏丹后再纳布学校接受教育。1950年至1952年间在吉隆坡咖啡山姑娘堂国民中学学习，随后回到吉兰丹在苏丹依布拉欣学校就读。在父亲的鼓励和自己的愿望下，东姑查娜丽雅于1954年前往英国怀特岛莱德学校深造。
在英国读书时，东姑查娜丽雅认识了也在当地念书的东姑马末·依斯干达。1961年两人结婚（后者的第二次婚姻），东姑查娜丽雅成了丈夫六个孩子的继母。
东姑查娜丽雅也是前选美皇后，也是历史上第一个马来西亚国际小姐。她于1960年代表马来亚联合邦出战在美国长滩举办的第一场国际小姐比赛，然而她未能进入半决赛。

## 柔佛苏丹后

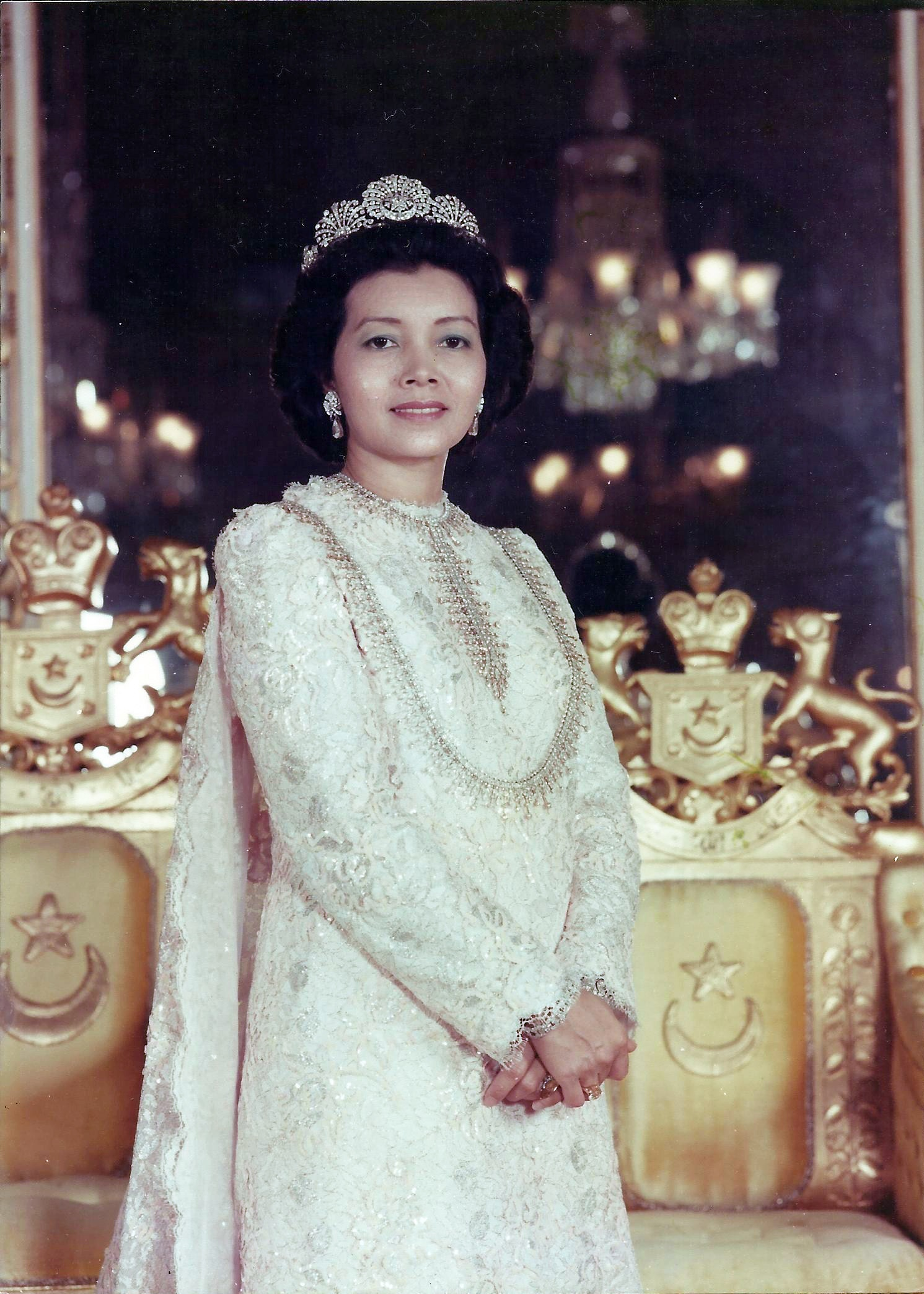
柔佛苏丹后官方肖像

1981年，东姑马末·依斯干达继任柔佛苏丹，她由此成为柔佛苏丹后，尽管她没有得到正式加冕。
1982年，东姑查娜丽雅赞助成立柔佛州妇女理事会（MAWAR），负责举办各项宗教活动，如先知穆罕默德的诞辰，总部位于新山。理事会也收集捐款，分发给柔佛州的水灾受害者以及其他不幸和有需要的人。
2010年苏丹马末驾崩，她的继子苏丹依布拉欣·依斯迈继任苏丹。2011年，柔佛官方发表文告，取消她的“苏丹后”头衔，改称为东姑查娜丽雅。现任柔佛王室也不承认她是Sultanah of Johor的前拥有者。

## 继续阅读
- Negara Brunei Darussalam: A Biographical Dictionary (1860-1996), A. V. M. Horton, 1996, ISBN 0-9524831-8-1
- Challenging Times, Abdul Rahman, J. S. Solomon, published by Pelanduk Publications, 1985, ISBN 967-978-094-5
- Information Malaysia, published by Berita Publications Sdn. Bhd., 1985
- Maklumat Lisan Johor: Projek Pelajar-Pelajar Lewartawanan, Kajian Sebaran Am, Institut Teknologi MARA, Biroteks, published by Institut Teknologi MARA, 1987
- Malaysian Protocol and Correct Forms of Address, Abdullah Ali, published by Times Books International, 1986, ISBN 9971-65-370-2
- Sistem beraja di Malaysia, Tan Chee Khoon, published by Pelanduk Publications, 1985